# توم ديفيس (لاعب كرة قدم بريطاني)
توم ديفيس (بالإنجليزية: Tom Davis)‏ (1901 في المملكة المتحدة - ) هو لاعب كرة قدم بريطاني في مركز الوسط. لعب مع بورت فايل وستافورد رينجرز.

## وصلات خارجية
- توم ديفيس (لاعب كرة قدم بريطاني) على موقع قاعدة بيانات كرة القدم.إي يو (الإنجليزية)
- توم ديفيس (لاعب كرة قدم بريطاني) على موقع قاعدة بيانات كرة القدم.إي يو (الإنجليزية)